# Холум, Кирстин
Кирстин Холум сестра Кэтрин (англ. Kirstin Holum; англ. Sister Catherine; род. 29 июня 1980 года, Уокешо, США) — бывшая американская конькобежка, участница зимних Олимпийских игр 1998 года, чемпионка мира среди юниоров, чемпионка США. Выступала за клуб "Northbrook Speedskating Club".Член ордена францисканцев.

## Биография
Кирстин Холум родилась в семье Олимпийской чемпионки Дайан Холум и лыжника-двоеборца Майка Девеки. Она начала кататься на коньках в возрасте 7-ми лет. Её мать также дала ей религиозное образование, отправив в католические школы. Она регулярно ходила на мессу и глубоко знала Иисуса. Кирстин тренировалась в Нортбруке под руководством своей мамы, которая также занималась с другим олимпийским чемпионом Эриком Хайденом и его сестрой Бет
В 1993 году она участвовала на чемпионате США среди юниоров. В январе 1994 года пыталась пройти отбор на Олимпиаду, но не показала высоких результатов. В 1995 году стала серебряным призёром чемпионата США среди юниоров в многоборье, а через год выиграла чемпионат. В том же 1996 году дебютировала на взрослом чемпионате США и на чемпионате мира на отдельных дистанциях, где заняла 15-е место на дистанции 3000 м. Примерно в возрасте 16 лет у неё была диагностирована астма, вызванная физической нагрузкой.
В сезоне 1996/97 Холум на Кубке мира в Берлине заняла 3-е место в забеге на 1500 м и стала 2-й в забеге на 5000 м в Италии. На чемпионате США по многоборью выиграла золотую медаль. В марте на чемпионате мира в классическом многоборье заняла 16-е место и на чемпионате мира в среди юниоров в Бьютте стала золотой медалисткой. Через год на зимних Олимпийских играх в Нагано заняла 6-е место на дистанции 3000 м и 7-е на 5000 м. В марте 1998 года она завершила карьеру спортсменки.

## Личная жизнь
Кирстин Холум в возрасте 16 лет с двоюродной сестрой по совету матери отправились в паломничество в храм Богоматери Фатимской в Португалии. Там для неё всё изменилось. Сразу после ухода из спорта поступила в Чикагский институт искусств и изучала фотографию. Получив степень бакалавра изящных искусств в области фотографии она переехала к матери. В 2002 году, после окончания аспирантуры, Холум присоединилась к движению "За жизнь" по Соединенным Штатам, где встретилась с папой Иоанном Павлом II. Прогулка завершилась в канадском Торонто, где она впервые встретилась с сёстрами-францисканками Обновления, религиозным орденом. Кирстин стала послушницей в общине францисканских сестёр Обновления в Бронксе в 2003 году и приняла имя Кэтрин. Осенью 2009 года старшую Кэтрин отправили с тремя другими сестрами в Англию с миссией открытия нового женского монастыря по приглашению епископа Лидса. Она живёт в монастыре Святой Клары в Лидсе, где занимается практической работой с бедными и нуждающимися.